# دبلان (دير الزور)
دبلان قرية سورية تتبع ناحية العشارة في منطقة الميادين في محافظة دير الزور. بلغ عدد سكانها 6149 نسمة في عام 2004 حسب إحصاء المكتب المركزي للإحصاء. تبعد حوالي 60 كم إلى الشرق من مركز محافظة دير الزور وحوالي 60 كم عن الحدود العراقية السورية، على الضفة اليمنى لنهر الفرات